# Berenberg Verlag
Berenberg Verlag é uma editora alemã em Berlim, fundada em 2004 por Heinrich von Berenberg-Gossler, membro da dinastia bancária Berenberg-Gossler e filho do banqueiro Baron Heinrich von Berenberg-Gossler. Publica literatura biográfica, ensaios, memórias e poesia.